# Maria Teresa Carlotta di Borbone-Francia
(Napoleone Bonaparte in occasione della strenua resistenza di Maria Teresa al regime napoleonico a Bordeaux durante i cento giorni)
Maria Teresa Carlotta di Borbone-Francia (Versailles, 19 dicembre 1778 – Frohsdorf, 19 ottobre 1851), duchessa d'Angoulême, delfina di Francia (e anche, per alcuni minuti nel 1830, regina di Francia), quindi in esilio contessa di Marnes, nota anche come Madame Royale, era la figlia primogenita di Luigi XVI di Francia e di Maria Antonietta d'Asburgo-Lorena.
L'esperienza vissuta nei tre anni di prigionia la segnò per sempre. Proprio come la madre, che da accesa sostenitrice del diritto divino dei re, convinta e implacabile avversaria della causa rivoluzionaria, era stata un simbolo del dispotismo tout court e ostinata roccaforte dell'Ancien Régime fino alla morte, tutta la sua esistenza fu condizionata dal suo strenuo appoggio all'antico sistema monarchico.
Divenne quindi uno dei capi riconosciuti degli ultras ed esercitò una grande influenza sugli zii Luigi XVIII e Carlo X, incoraggiando la loro politica di reazione. Mostrò energia e coraggio in varie occasioni, anche durante la rivoluzione del 1830. La sua devozione a Luigi XVIII le procurò il nome di "Antigone" moderna.

## Biografia

### Infanzia

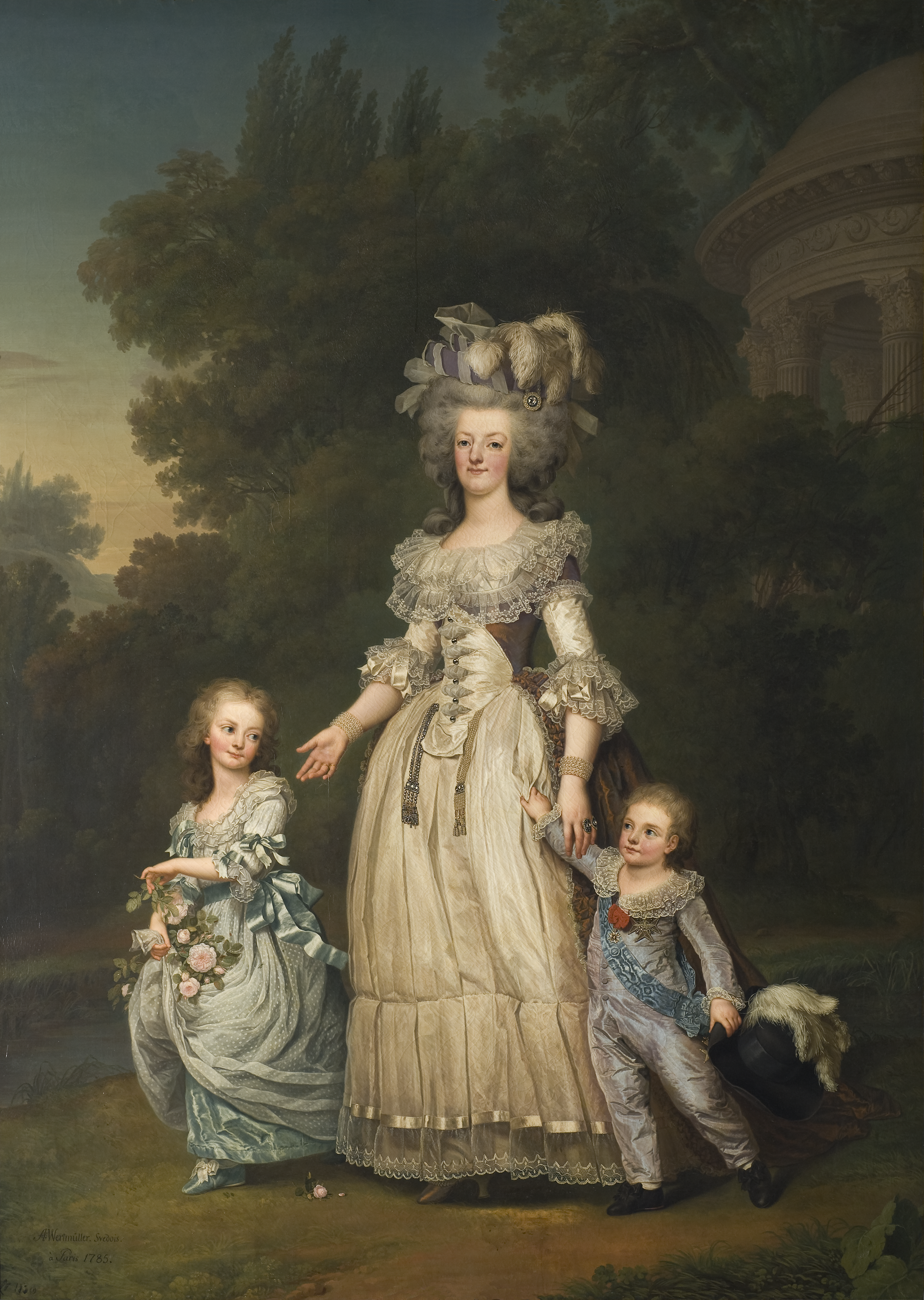
La regina Maria Antonietta e i suoi due figli, Maria Teresa e Luigi Giuseppe, nel parco del Trianon; dipinto di Adolf Ulrik Wertmüller, 1785.

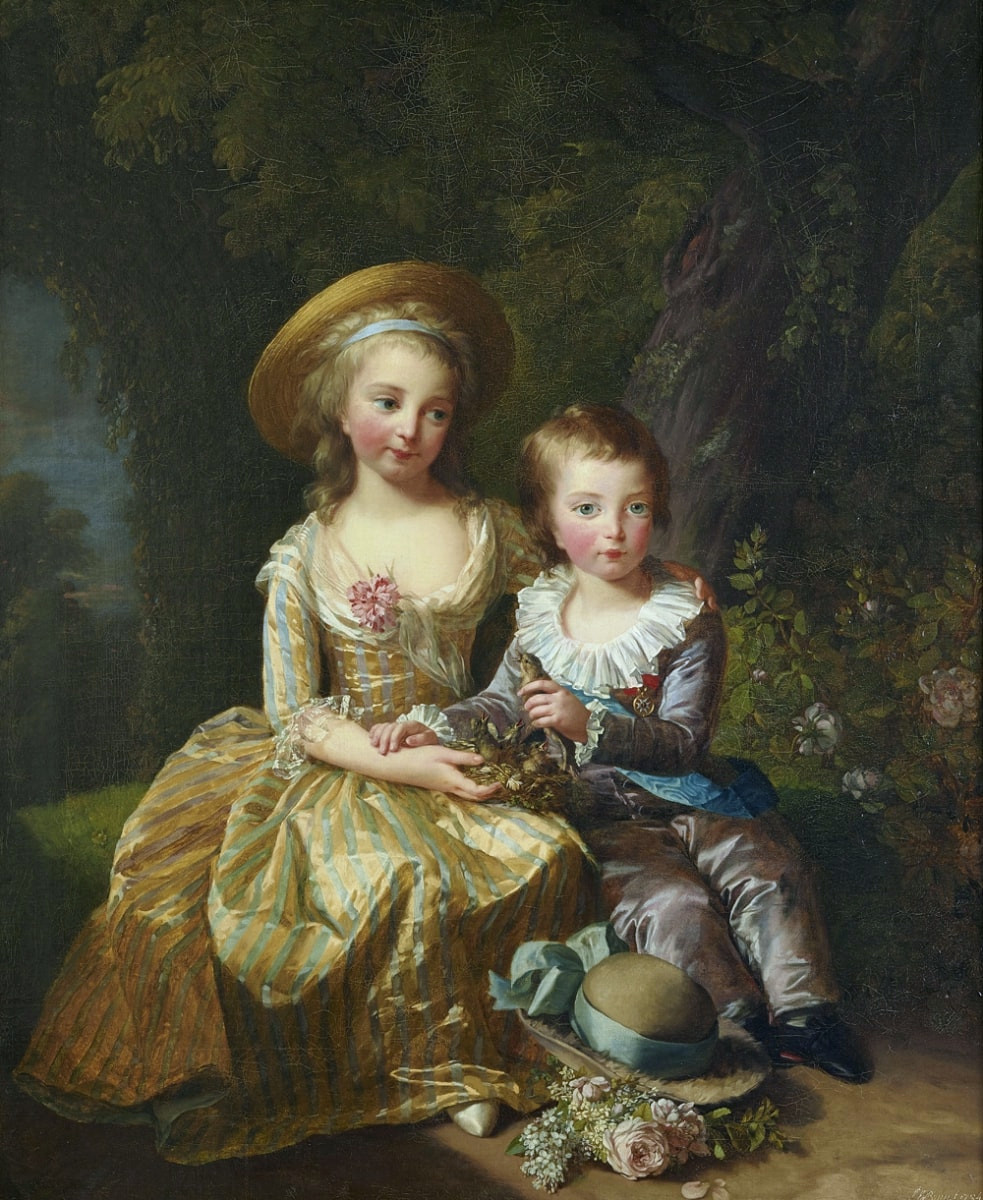
Maria Teresa con il fratello minore Luigi Giuseppe; dipinto di Élisabeth Vigée Le Brun, 1785.

Maria Teresa Carlotta di Francia fu chiamata Madame o Madame Royale, anche se sua madre la chiamava sempre con il soprannome di Mousseline la Seria. Fu la prima figlia di Luigi XVI e di Maria Antonietta, nata dopo più di otto anni di matrimonio.
La sua nascita fu attesa e salutata dal popolo francese e s'intonarono dei Te Deum in tutte le chiese del regno per celebrarla. La sua nascita parve tuttavia sospetta, poiché la coppia reale non era riuscita a procreare per parecchi anni e ciò fece nascere la voce dell'illegittimità della bambina, la cui paternità venne attribuita al conte d'Artois o al duca di Coigny.

Maria Antonietta con i suoi figli
Elisabeth Vigée-Lebrun, Castello di Versailles (1787)

Maria Teresa venne battezzata il 19 dicembre 1778, giorno della sua nascita, nella cappella del castello di Versailles dal cardinale-vescovo di Strasburgo Louis de Rohan, Grande elemosiniere di Francia, in presenza di Honoré Nicolas Brocqueville, curato della chiesa di Notre-Dame di Versailles; il padrino era il cugino del padre, il re Carlo III di Spagna, rappresentato da Luigi Stanislao Saverio di Francia, conte di Provenza e primo nell'ordine della successione, la madrina era la sua nonna materna, l'imperatrice Maria Teresa, rappresentata dalla contessa di Provenza. Fu chiamata come la nonna materna, perché l'imperatrice aveva chiesto ai suoi figli di dare alle primogenite il proprio nome.
La principessa reale Maria Teresa Carlotta, chiamata sempre con il suo terzo nome, conobbe un'infanzia di figlia di Francia unica nel suo genere. Numerosi scritti, soprattutto le memorie della baronessa d'Oberkirch, testimoniano il carattere orgoglioso della giovane principessa, che Maria Antonietta seppe correggere molto bene, facendole frequentare un'umile contadina, Marie Philippine Lambriquet, divenuta la sua compagna di giochi e trattata nello stesso identico modo. Inoltre, la madre aveva sempre preferito Luigi Carlo a lei.

### Rivoluzione francese

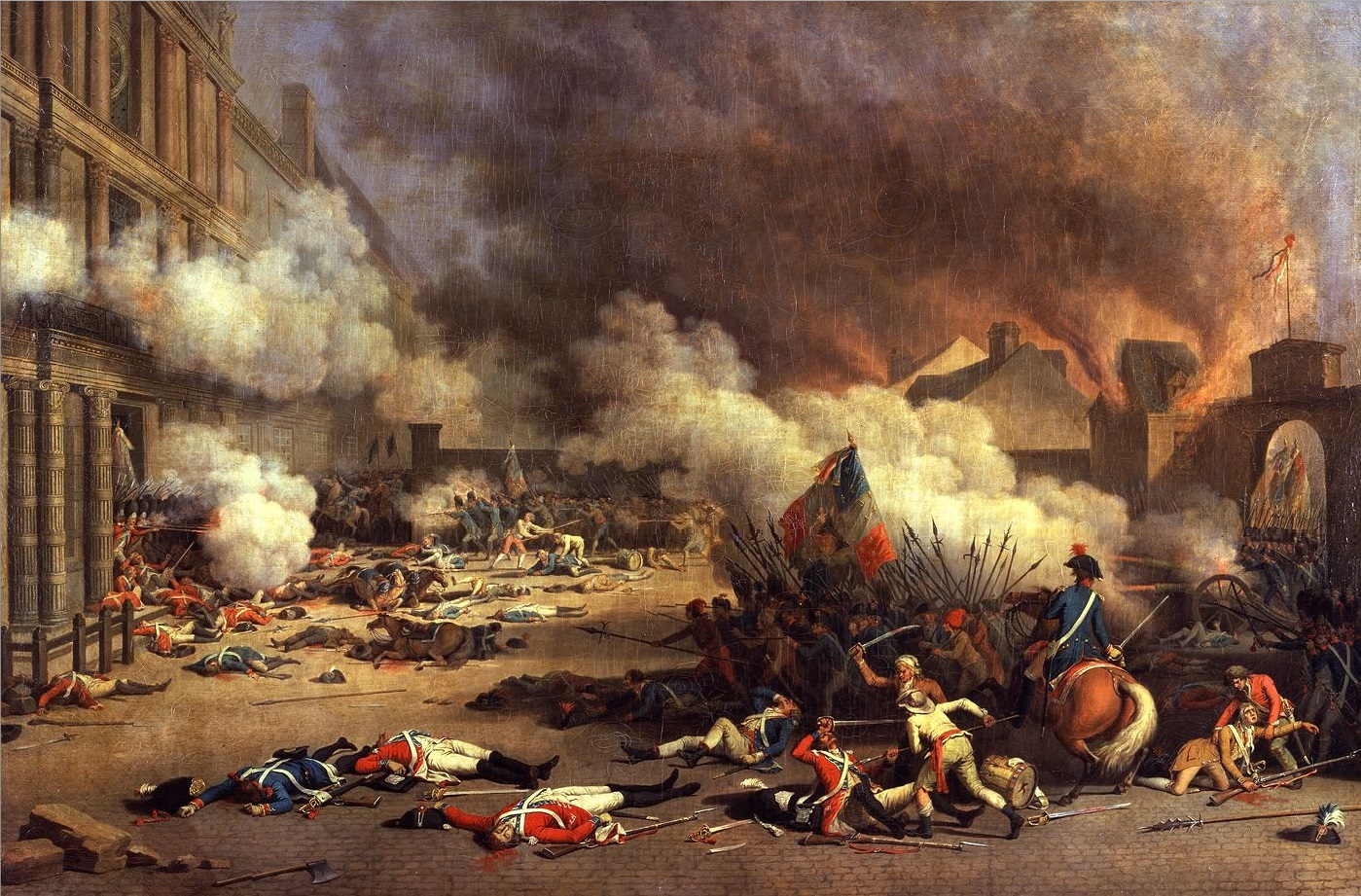
Assedio e presa del palazzo delle Tuileries (10 agosto 1792), dipinto di Jean Duplessis-Bertaux, 1793

Fu una bambina di dieci anni che si trovò a confrontarsi con le violenze della rivoluzione dopo l'installazione forzata della sua famiglia al palazzo delle Tuileries a Parigi, il 6 ottobre 1789. Ad ogni rumore, Maria Teresa aveva l'impressione che lei e la sua famiglia stessero per essere assassinati.
Il conte di Fersen convinse il re e la regina a fuggire (episodio di Varennes-en-Argonne) il 20 giugno 1791. La famiglia reale (il re, vestito da valletto, la regina, vestita da cameriera, la sorella del re, Madame Elisabetta, il Delfino, vestito da bambina, Maria Teresa e la marchesa di Tourzel, governante dei bambini) fu presa e riportata, non senza rischi per la strada, al castello e, dopo un'ultima sommossa, il 10 agosto 1792, alla prigione del Tempio.
A causa dei pochi vestiti di cui disponeva, Maria Teresa prese a ricucirli tutte le sere. Aveva appena quattordici anni quando, in seguito al suo processo, il re detenuto fu condannato a morte. Maria Teresa cominciò nel gennaio 1793, poco dopo l'esecuzione di suo padre, a scrivere le sue memorie. All'inizio di agosto dello stesso anno, l'ex-regina sua madre venne trasferita alla prigione della Conciergerie e fu separata dal suo piccolo fratello Luigi XVII, che aveva otto anni.
Mentre l'attenzione di tutti era fissa sui sovrani decaduti, i bambini rimasero nell'ombra. Dopo l'esecuzione del re, avvenuta il 21 gennaio, e quella di sua madre, avvenuta il 16 ottobre 1793, la giovane principessa rimase con la zia paterna, Madame Elisabetta, di 28 anni, e con suo fratello Luigi, di 8 anni. La situazione cambiò: i sopravvissuti, Maria Teresa, suo fratello e la loro zia, non potevano essere giudicati per crimini politici di cui erano innocenti. Furono informati di ciò che rappresentavano: bisognava separarli. Il 10 maggio 1794 Madame Elisabetta fu a sua volta ghigliottinata e il giovane Delfino morì all'età di 10 anni, in seguito ai cattivi trattamenti e alla tubercolosi, l'8 giugno 1795. Di tutto ciò Maria Teresa, abbandonata dal mondo, non sapeva niente.

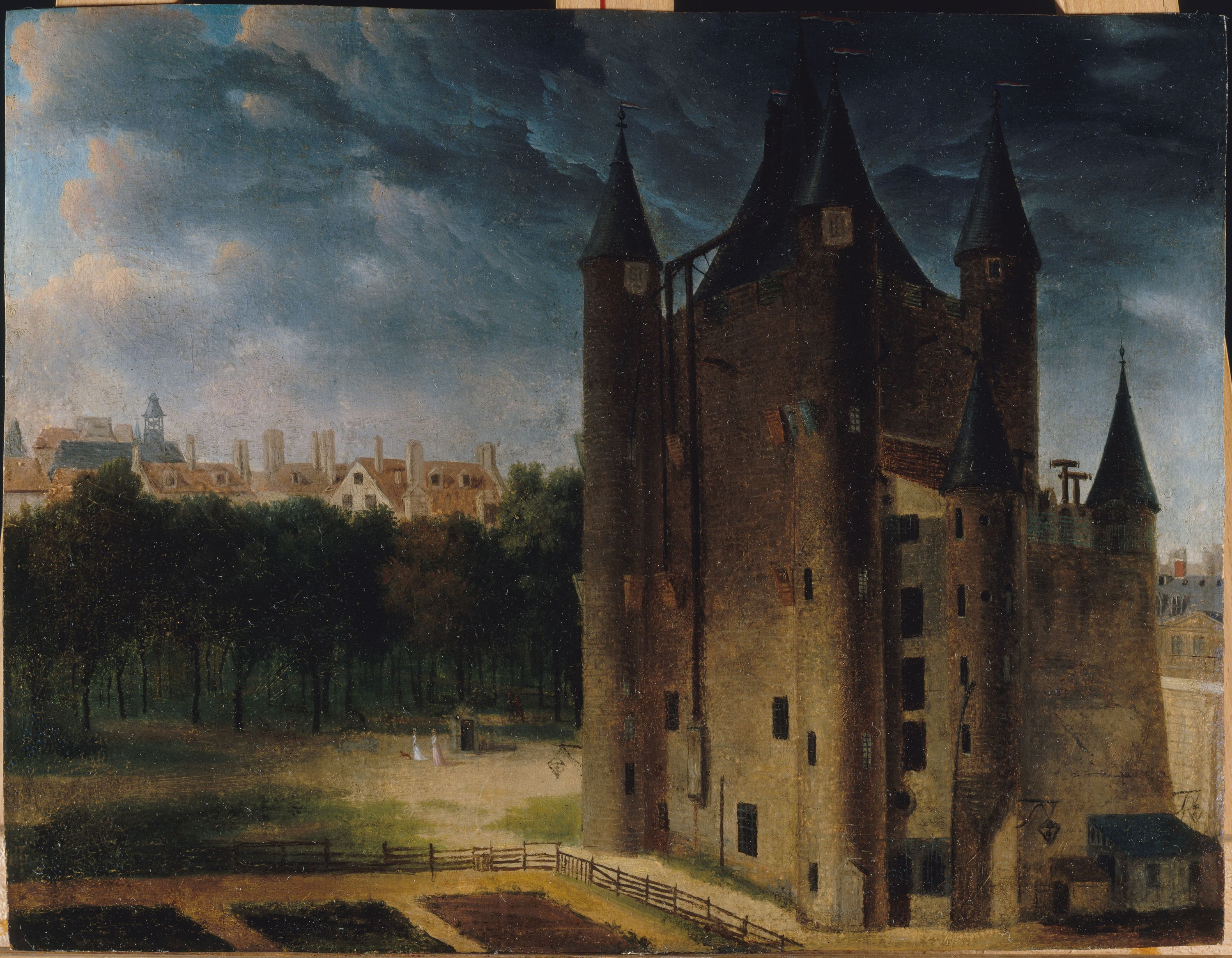
La torre del Tempio verso il 1795

Dopo l'esecuzione di Robespierre, avvenuta nel luglio 1794, e alla fine del Terrore, la principessa ricevette la visita di Barras e le sue condizioni di prigionia migliorarono. Le portarono della biancheria e Laurent - guardiano di Luigi XVII - garantì la sicurezza di Madame Royale, che riconobbe piena di gentilezza. Il re di Spagna chiese di recuperare i suoi cugini, i bambini Capeti, ma non ottenne niente.
Dopo la morte di suo fratello l'8 giugno 1795, la Convenzione trovò la presenza di Maria Teresa piuttosto ingombrante e la sua detenzione impopolare, per cui fu deciso di scambiarla con i prigionieri repubblicani trattenuti in Austria. Fino al termine delle trattative, diedero alla principessa una giovane dama di compagnia, Madame de Chanterenne, che Maria Teresa soprannominò affettuosamente "Rénette".
Parallelamente, il tribunale rivoluzionario permise che Maria Teresa ricevesse la visita quotidiana di una misteriosa "cugina". Si trattava di Stéphanie-Louise de Montcairzin (anagramma di Conti e Mazarino), che si diceva essere nata dall'amore illegittimo del principe di Conti e di Louise-Jeanne de Durfort, duchessa di Mazarino. Le sue visite proseguirono fino al 26 agosto 1795, dopo di che le fu proibito l'accesso alla prigione, nell'incertezza della sua identità rivelata.

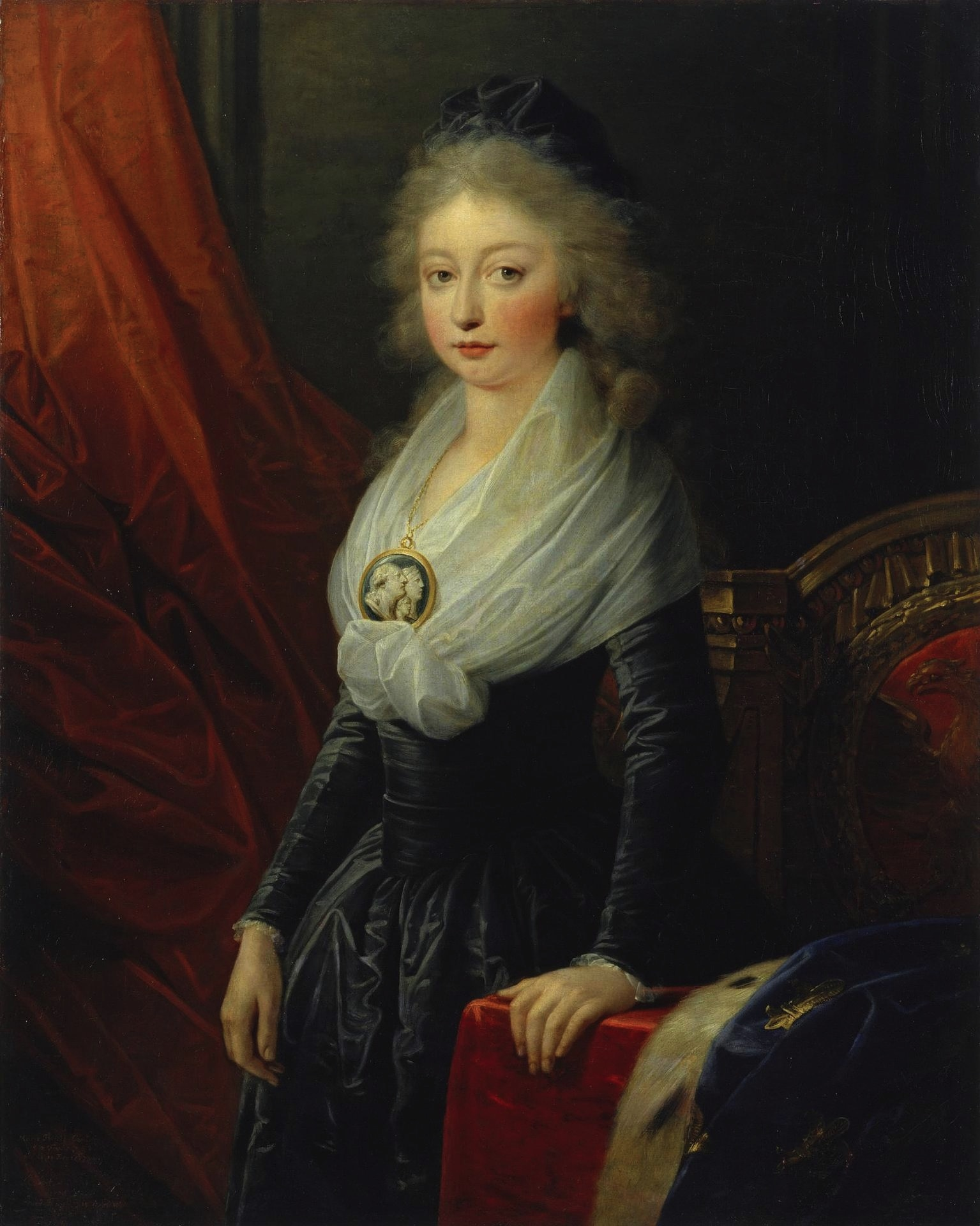
Maria Teresa nel 1799 ritratta da Heinrich Friedrich Füger

Dato che Maria Teresa era l'unica della famiglia reale sopravvissuta, la timida principessa divenne, nonostante tutto, una vera "celebrità". Per tutti era l'"Orfanella del Tempio", nome che non la lascerà mai. I suoi ammiratori la osservavano dagli appartamenti di fronte al Tempio: la scrutavano per rendersi conto dei fatti e dei suoi gesti quotidiani e poi ricostruirli a loro piacimento. Più popolarmente, divenne l'eroina delle canzoni, dei poemi e delle recite di quel tempo (thriller, ballate alla maniera di Ossian) che avevano la sua sofferenza e la sua storia, e non il suo rango, per protagonista.
Le trattative andarono per le lunghe, ma infine la principessa fu scambiata con sei importanti prigionieri francesi catturati dalle truppe austriache (Pierre Riel de Beurnonville, Jean-Baptiste Drouet, Hugues-Bernard Maret, Armand-Gaston Camus, Nicolas-Marie Quinette e Charles-Louis Huguet de Sémonville). Ella lasciò la prigione del Tempio di notte, il giorno in cui compiva diciassette anni (19 dicembre 1795), e si recò a Basilea, ove si affidò all'inviato dell'imperatore Francesco I d'Austria. Fu accompagnata da François Hüe (1757-1819), ufficiale di camera del padre, che aveva seguito la famiglia alla prigione del Tempio e che rimase con lei fino a Vienna.
Qui Maria Teresa Carlotta trovò la famiglia della madre, con la quale s'integrò abbastanza in fretta, anche se riteneva l'imperatore Francesco I d'Austria responsabile della morte di sua madre a causa della sua inazione. Ebbe qualche difficoltà con gli émigrés francesi che si trovavano alla corte di Vienna: trattandosi generalmente di esponenti dell'alta nobiltà francese, ella li considerava praticamente dei traditori.
Il suo soggiorno a Vienna la rese fredda e imbronciata, mentre suo zio, Luigi XVIII, a quel tempo in esilio a Verona, non si decideva a toglierla dalle mani dell'imperatore.

### Esilio e matrimonio

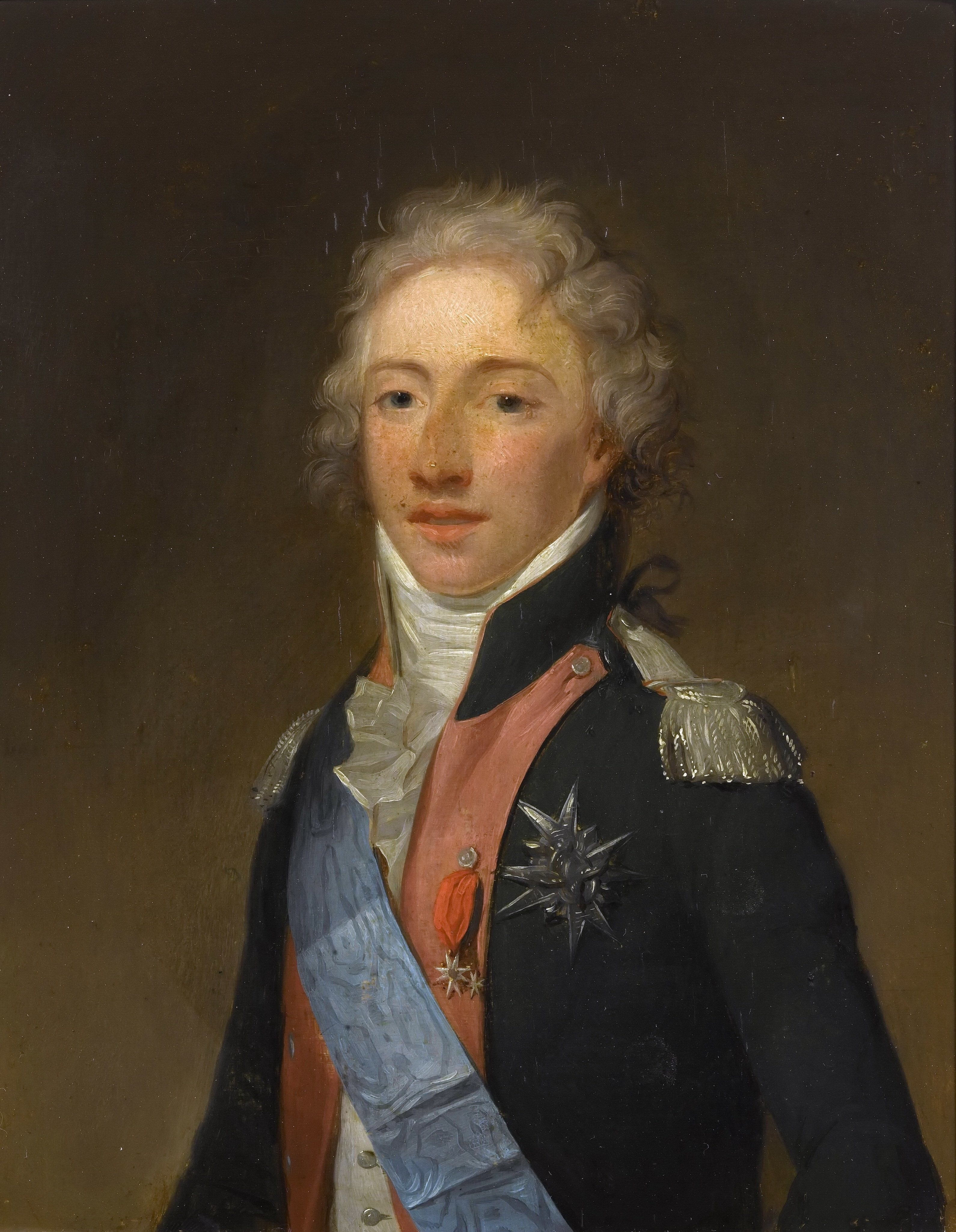
Louis-Antoine, duca d'Angoulême, nel 1796

Durante il suo soggiorno a Vienna, Maria Teresa mise in luce le tensioni fra le logiche dinastiche e quelle nazionali tra il XVIII e il XIX secolo. Rifiutandosi di sposare il fratello dell'imperatore d'Austria, l'arciduca Carlo d'Asburgo-Teschen, valoroso ufficiale, ma, per lei, "nemico della Francia", ella rafforzò la sua reputazione di "principessa francese", fatto che la propaganda realista strumentalizzerà durante la Restaurazione.
Grazie ai buoni uffici dello zar di Russia Paolo I, Maria Teresa accettò infine di sposare, all'età di vent'anni, l'erede della corona di Francia decaduta, un altro dei suoi cugini germani, Luigi Antonio di Borbone-Francia, figlio primogenito del futuro Carlo X e duca d'Angoulême, realizzando il desiderio dei suoi genitori.
Nel giugno 1799 ella lasciò Vienna per raggiungere lo zio e il suo futuro sposo, rifugiati sotto la protezione dello zar al Palazzo Jelgava in Curlandia. Il 9 giugno 1799 Maria Teresa e Luigi Antonio d'Angoulême firmarono l'atto di matrimonio e il giorno successivo, il 10, Louis-Joseph de Montmorency-Laval, principe-vescovo di Metz e Grande elemosiniere di Francia, celebrò il rito religioso, in presenza del futuro Luigi XVIII di Francia e della sua consorte Maria Giuseppina di Savoia. L'abate Henri Edgeworth de Firmont, che aveva accompagnato Luigi XVI di Francia al patibolo, ci tenne ugualmente a essere presente alla cerimonia per benedire la coppia principesca. L'atto di matrimonio fu redatto dal conte di Saint Priest.
Da questo momento l'esistenza di Madame Royale divenne strettamente legata a quella dello zio Luigi XVIII, con il quale condivise l'esilio e che utilizzò la sua immagine di "martire della Rivoluzione" per aggregare i realisti e interessare i sovrani europei alla loro causa.
In effetti Maria Teresa condivise sia la vita dello zio che quella del suo sposo. Luigi XVIII aveva bisogno di assicurare la legittimità del diritto di cui era titolare per la legge salica e per la legittimità del fatto che ne era portatrice sua nipote. Egli fece quindi di lei l'erede delle virtù dei suoi genitori, poi una novella Antigone, fedele al re anche nella mala sorte, come dovrebbero essere tutti i realisti. Madame Royale divenne allora colei che indicava la via della fedeltà monarchica. Ella era già la vera regina della piccola corte in esilio, anche se la consorte di Luigi XVIII, Maria Giuseppina di Savoia, era ancora in vita. 

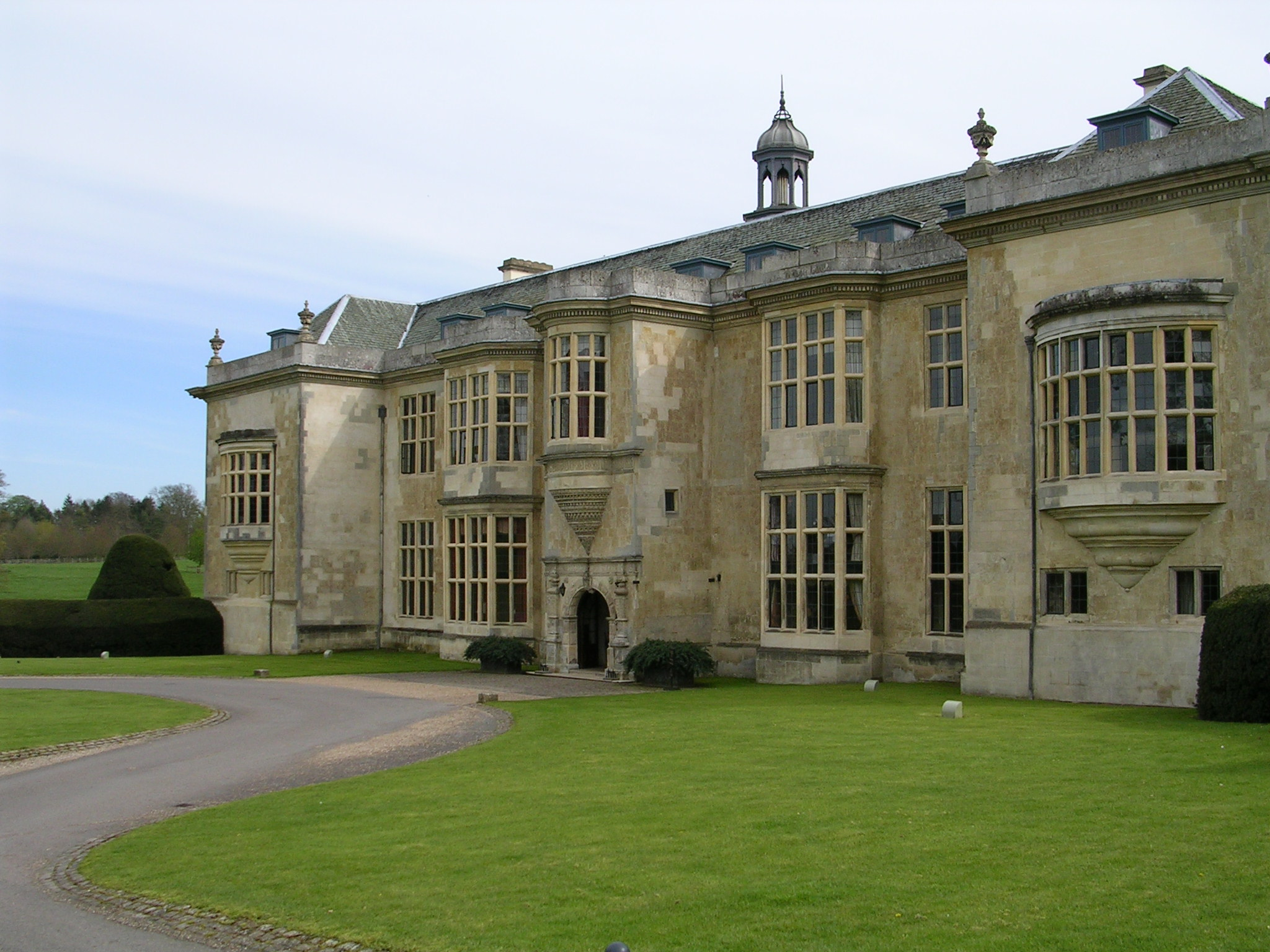
Hartwell House, Buckinghamshire, Inghilterra

In Francia, giornali, ritratti, "pellegrinaggi" alla prigione del Tempio perpetuarono il ricordo dell'"Orfanella", almeno fino al colpo di Stato del 18 fruttidoro (4 settembre 1797). La principessa divenne anche un'eroina da romanzo. La sua prigionia e le sue sofferenze furono temi cari al romanzo nero allora in voga. Nel 1799 la baronessa di Méré (Élisabeth Guénard) pubblicò Irma ou les malheurs d'une jeune orpheline (Irma, o le sventure di una giovane orfana), che riprendeva il corso delle sventure della principessa, le trasferiva in India, con nomi in anagramma e le chiavi d'interpretazione alla fine del libro; il successo fu così notevole da scoraggiare la censura.
Due romanzi di Jean-Baptiste Regnault-Warin, Le cimetière de la Madeleine e, soprattutto Les Prisonniers du Temple, apparirono nel 1800 e nel 1801, proseguendo il fenomeno.
Il matrimonio di Madame Royale, celebrato da tutti i realisti come simbolo di speranza, abortì ben presto, poiché fu seguito da anni di esilio, prima in Polonia, poi nuovamente in Curlandia. Nel 1807, avendo perdute tutte le speranze di rientrare in Francia, i Borboni si trasferirono in Inghilterra, installandosi nell'Hartwell House: Maria Teresa, ventinovenne, vi ritrovò con gioia il suocero e il cognato, il duca di Berry.
Nel 1810 sua cugina Maria Luisa d'Asburgo-Lorena sposava invece Napoleone Bonaparte, dandogli il figlio Napoleone II che crescerà poi a Vienna alla corte del nonno.

### Prima Restaurazione (1814-1815)

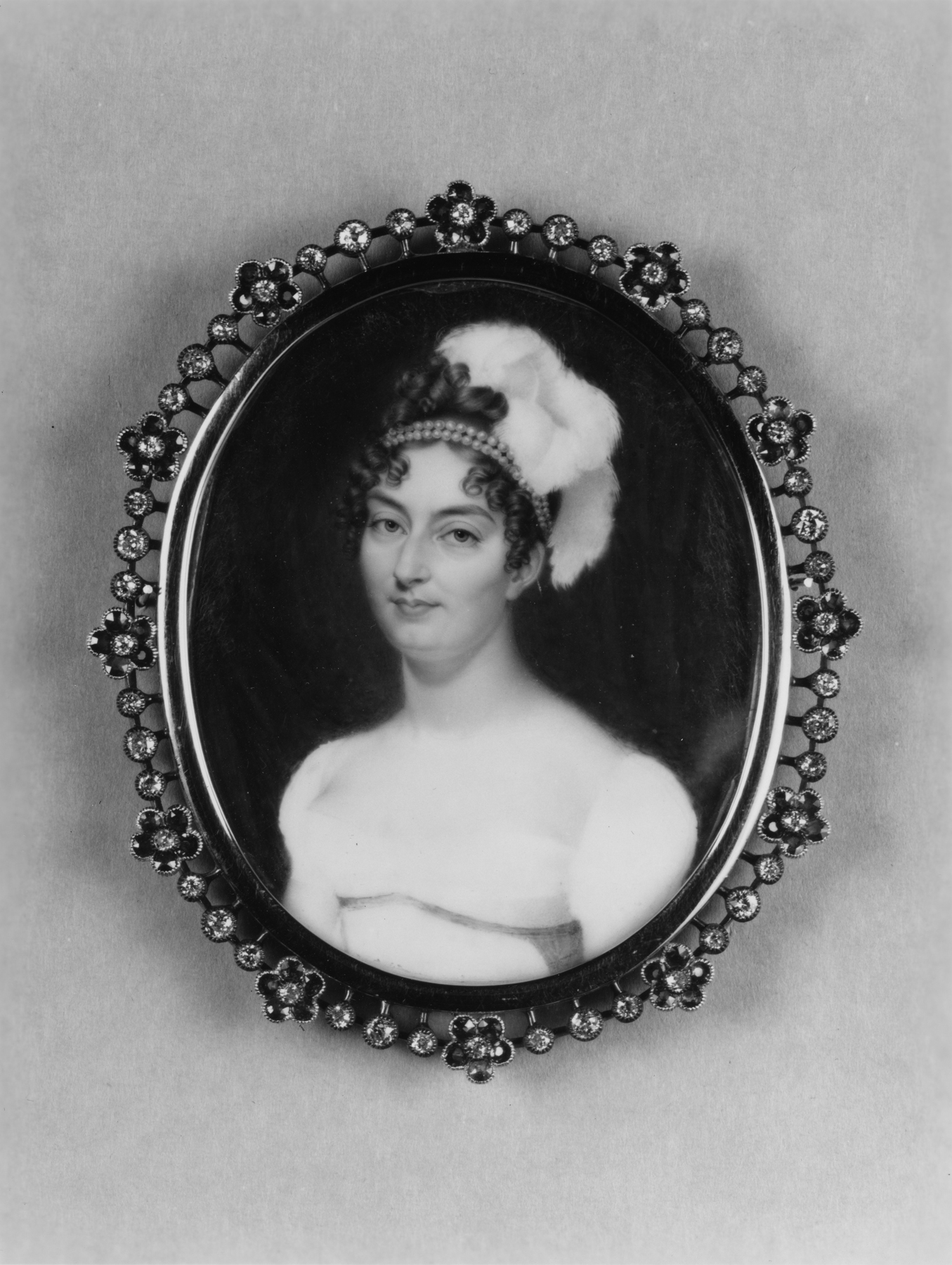
« La principessa dagli occhi arrossati », vista da Jean Baptiste Jacques Augustin

Maria Teresa Carlotta di Francia era il personaggio più noto e più simpatico al momento della Prima restaurazione nel 1814: l'attenzione si fissò dunque su di lei e sui suoi mitici "occhi arrossati", tanto che Luigi XVIII non smise d'indicarla alla folla e si sforzò di metterla in vista ogni volta che poteva. Ella appariva come il difensore della Restaurazione presso i francesi; se ne vantò il carattere "tutto francese" e si fece di lei la colomba della pace, la garante della prosperità.
A 36 anni, dopo venti di esilio, ella era veramente l'emblema della prima Restaurazione e della riconciliazione dei francesi, benché fosse più vicina alle idee conservatrici del suocero, conte d'Artois, che alle idee più moderate di Luigi XVIII. Le venne assegnato come cappellano Roch-Étienne de Vichy, ex cappellano di sua madre, che si era esiliato in Baviera.
Nello stesso tempo proliferarono brochures e ritratti destinati a far conoscere la famiglia reale, che riprendevano tutti i temi sviluppati su di lei dal 1795, e si continuarono a pubblicare opere sull'"Orfanella del Tempio" o su "Antigone". Si giunse così ad un fenomeno di traslazione: era questo personaggio letterario che diveniva noto e lodato e non la vera principessa, della quale infine non si sapeva nulla, ma durante i primi mesi della Restaurazione la cosa parve funzionare.
Intanto cominciarono a circolare voci: la trentaseienne che il re Luigi XVIII presentava alla Francia nel 1814 non assomigliava né fisicamente né moralmente alla giovane principessa che aveva lasciato il Tempio e la Francia a diciassette anni nel 1795. Si mormorava di una sostituzione al momento dello scambio con i prigionieri francesi e che la principessa fosse nascosta in Germania sotto il nome di "contessa delle Tenebre". Quanto alla duchessa d'Angoulême venuta a Parigi con il re, si sarebbe trattato di Maria Filippina Lambriquet, compagna d'infanzia di Maria Teresa.

### Cento giorni

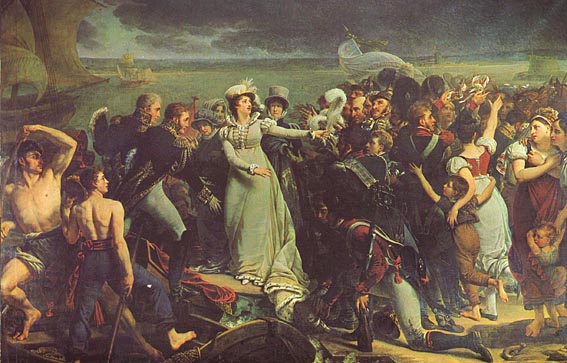
L'eroina di Bordeaux immortalata da Antoine-Jean Gros, 1819, Museo delle Belle Arti di Bordeaux

I Cento giorni segnarono nello stesso tempo l'apogeo dell'immagine della duchessa d'Angoulême e il fallimento definitivo del progetto di Luigi XVIII, che voleva raccogliere la Francia intorno alla nipote. L'annuncio del ritorno di Napoleone sorprese Maria Teresa e il marito a Bordeaux, ove stavano celebrando l'anniversario del passaggio della città ai Borboni. Mentre il re si rifugiava in terra straniera, a Gand, e il duca di Angoulême doveva partire per Tolosa, Madame Royale fu incaricata dal re di difendere Bordeaux, città a lui devota, ad eccezione della guarnigione. All'avvicinarsi del generale Clauzel, agli ordini dell'imperatore, e nonostante il coraggio della principessa, che arringò da sola i soldati, questi ultimi tradirono la causa dei Borboni e passarono al nemico. La duchessa d'Angoulême fu quindi costretta a partire per l'Inghilterra, ove trattò l'acquisto di armi per la Vandea e si sforzò di organizzare i realisti dell'ovest della Francia, sollecitando perfino la Spagna a intervenire per sostenerli. Napoleone, ammirato, disse di lei che era «...l'unico uomo della famiglia dei Borboni».
Questo comportamento le valse il raddoppio della venerazione da parte dei realisti: ella divenne "l'eroina di Bordeaux" che riuniva i realisti fedeli intorno al suo pennacchio di fiera ereditiera di Enrico IV. Unica della sua famiglia ad aver resistito all'usurpatore (Napoleone), ella ne era il soldato e il personaggio più importante, in particolare a spese del re. Il suo eroismo era cantato in specie di poemi epici che facevano di lei una dea e guerriera che aveva salvato la Francia.
Ma, parallelamente, questo recupero di popolarità presso i realisti implicò una generale animosità presso i bonapartisti e i liberali. Ella venne trattata come una megera, ritenuta responsabile di tutti gli eccessi della Prima Restaurazione. La sua devozione fu particolarmente schernita e trasformata in fanatismo. Ma ciò che le venne soprattutto rimproverato fu il suo ruolo innaturale di comandante bellico. Alla fine dei Cento giorni, l'immagine della duchessa Angoulême mutò a poco a poco. Le calunnie e le caricature avevano avuto il loro effetto ed erano rimaste impresse nella memoria. Peraltro, l'immagine dell'"eroina di Bordeaux" poneva dei problemi: si trattava dell'eroina di una guerra civile, che non poteva favorire la riconciliazione, e il suo coraggio contrastava troppo con il lassismo del re, che era fuggito da Parigi. Non era dunque il potere reale che s'impadroniva di questa immagine, ma l'ultrarealismo, che ne faceva il proprio stendardo.

### Seconda Restaurazione (1815-1830)

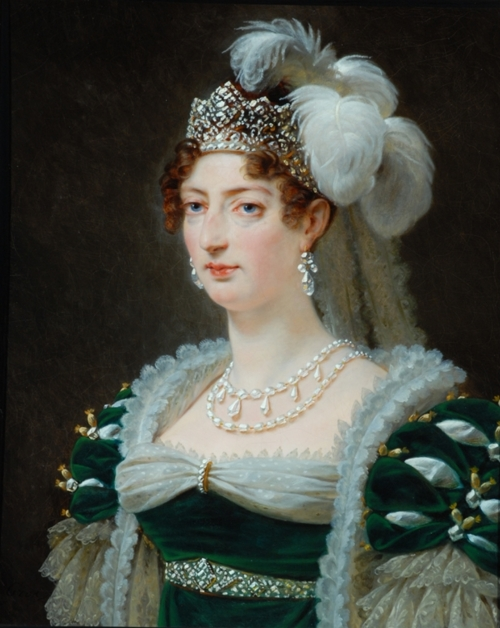
La duchessa d'Angoulême, ritratta da Antoine-Jean Gros nel 1817

La corte rinata dal 1814 e dopo i Cento giorni alle Tuileries si trovò di fronte un dilemma: Luigi XVIII era rimasto vedovo nel 1810 di Maria Giuseppina di Savoia e non c'era più nessuna regina. Vi era sì Zoé Talon, contessa del Caylas, della quale Luigi fu innamorato di un amore profondo tra il 1817 e il 1824, ma, divenuta la sua amante, la contessa cercò sempre di restare ai margini della vita politica e la sua relazione con Luigi XVIII, pur non clandestina, rimase molto discreta, lasciando il posto ad una possibile "regina in sostituzione". Fu la duchessa di Angoulême che prese il posto, come sottolinea la formula impiegata al momento del ricevimento delle mogli degli ambasciatori a corte.

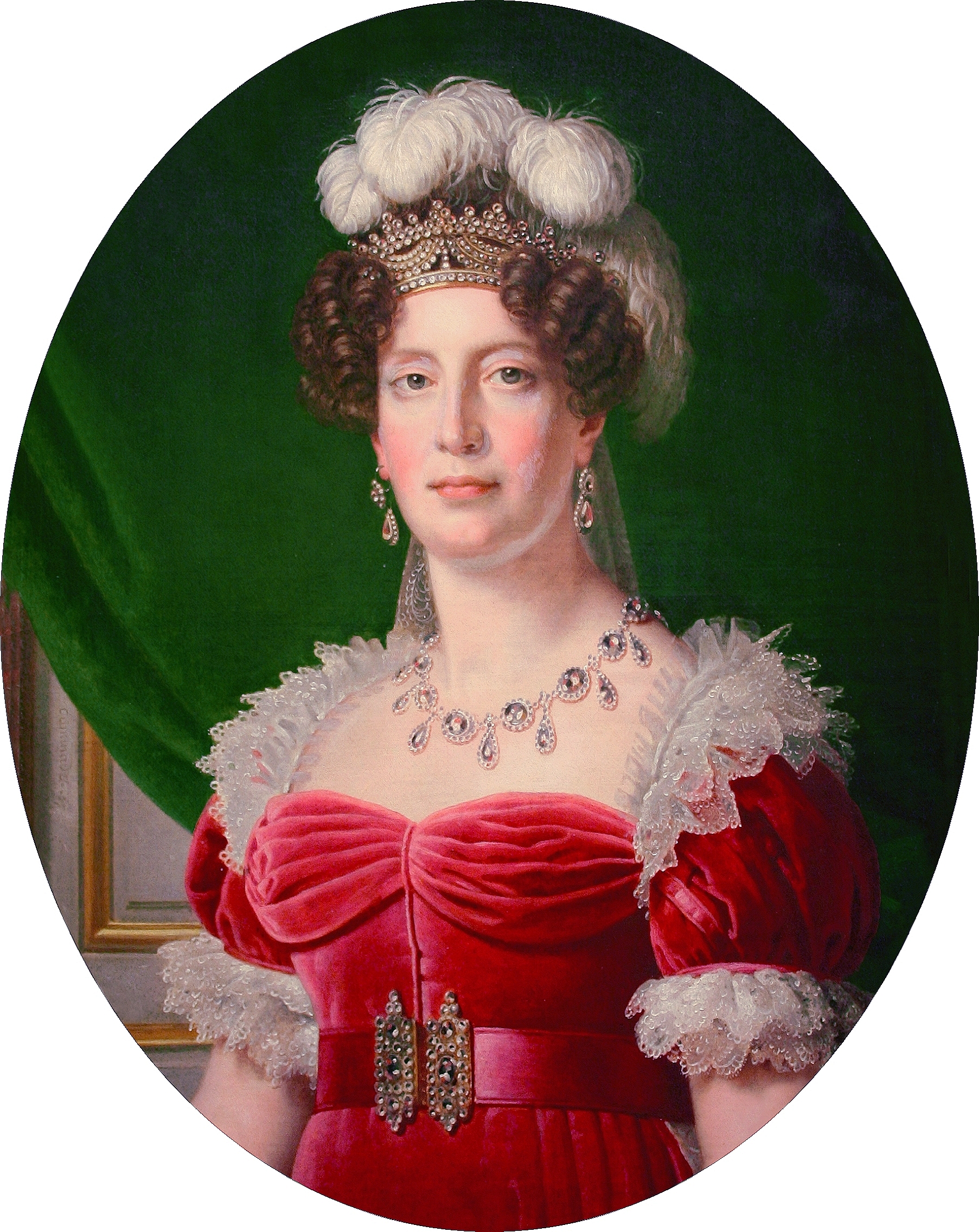
La duchessa d'Angoulême, dipinto di Alexandre-François Caminade (1827)

Molti doveri incombettero quindi su questa regina priva di titolo. Il primo era quello di perpetuare la dinastia, ma fu uno scacco: essendo il duca di Angoulême impotente, ella non ebbe mai figli. Questo inconveniente parve tanto più grande, in quanto lei era l'ultima portatrice del sangue di Luigi XVI. Tuttavia ella doveva tenere a corte un comportamento brillante e il successo era mitigato: la corte era prestigiosa, ispirata al XVIII secolo, con certi tratti della corte imperiale, ma la scontrosità di questa principessa quarantenne che aveva molto sofferto, ne scoraggiava più d'uno. A credere alla contessa di Boigne, ella avrebbe spinto questo rispetto per l'antico protocollo fino a voler imporre il ritorno degli abiti a cesto nei costumi di corte. L'arrivo della duchessa di Berry, feconda principessa ventenne e più socievole, portò una vera ventata d'aria fresca a corte, creando perciò tensioni in seno alla famiglia reale.
Pertanto il posto della duchessa rimaneva in ombra. All'improvviso ella apparve di continuo nei momenti di crisi dinastica, come un ripiego possibile per portare la corona. Tale fu il caso del 1820, quando suo cognato, il duca di Berry, venne assassinato. Di seguito, nei discorsi ufficiali, sui giornali ultrarealisti in particolare, Madame Royale fu incontestabilmente la regina, una regina di Francia del XIX secolo la cui immagine era paragonabile a quella dei suoi antenati del XVII secolo: regina caritatevole e molto religiosa, ella era in terra ciò che la Vergine Maria era in cielo, intermediaria tra il re e i suoi sudditi, tra Dio e gli uomini. Tramite la Duchessa di Angoulême era la monarchia che si cercava di risacralizzare.
Nel 1824 morì Luigi XVIII, lasciando il trono al fratello Carlo, già conte d'Artois; Maria Teresa divenne delfina, come era stato prima di lei per sua madre. Ella fu l'ultima delfina in linea diretta che la Francia conobbe. Durante la seconda restaurazione, la duchessa d'Angoulême percorse tutto il regno. Ella si trovò in viaggio sulle strade quasi ogni anno per qualche settimana al mese e passò l'anno 1823 quasi completamente in provincia, particolarmente a Bordeaux. Ogni due anni seguiva le cure a Vichy, ma visitò anche tutto l'est della Francia, la Bretagna, la Normandia, il Midi, l'Aquitania e la Vandea.
Durante questi viaggi la principessa rappresentava il re: doveva dare un'immagine prestigiosa e materna della monarchia e s'informava sull'amministrazione dei dipartimenti del regno. Quest'ultimo punto era peraltro un'illusione: al prezzo di un'organizzazione che non lasciava nulla al caso, le élites locali si sforzavano di dare alla duchessa una rappresentazione unanime e del tutto realista delle loro circoscrizioni. L'immagine che noi abbiamo di questi viaggi è dunque condizionata e noi non sappiamo, o sappiamo poco, delle reazioni della popolazione al suo passaggio, se non per due territori dal realismo ben radicato: la Vandea e Bordeaux. Carlo X, antico conduttore degli ultrarealisti, denominati allora pudicamente les pointus, prometteva una politica volta a ristabilire la monarchia assoluta, il che porterà alla rivoluzione del luglio 1830.

### Ultimo esilio
La rivoluzione del 1830 costrinse all'esilio la famiglia reale. Carlo X abdicò in favore di suo figlio Luigi Antonio, che così divenne per un breve periodo re Luigi XIX. Maria Teresa divenne, agli occhi dei legittimisti, la nuova regina di Francia e di Navarra, moglie di un virtuale Luigi XIX che però non salì mai su alcun trono, una delle ultime portatrici - sterile - del sangue del Re Sole. Luigi XIX abdicò infatti immediatamente in favore del nipote Enrico, duca di Bordeaux, conte di Chambord, diventato così l'ultimo Re di Francia, "Enrico V".
Cacciata con l'arrivo al potere di Luigi Filippo di Francia (che invece doveva solo annunciare il passaggio di potere a Enrico V, a cui Luigi XIX aveva trasferito la carica) il 16 agosto 1830, la duchessa d'Angoulême lasciò Cherbourg per l'Inghilterra sul vascello Great Britain. Con lei se ne andarono l'ex re Carlo X, il marito di lei Luigi Antonio di Borbone-Francia, la Duchessa di Berry e il Duca di Bordeaux, con un numeroso seguito che necessitò di un altro vascello, il Charles-Carroll.
Dopo un breve soggiorno in Scozia, la famiglia reale s'installò, a partire da ottobre 1832, nel castello di Praga, allora posto nei territori dell'Impero austriaco. Nel maggio 1836 si trasferirono tutti a Gorizia, a quell'epoca contea principesca dell'Impero asburgico, nel Palazzo Coronini Cronberg.

### Ultimi anni e morte
Regnando senza condivisioni sulla corte in esilio, Maria Teresa, che non aveva mai avuto figli, si consacrò all'educazione dei nipoti Enrico d'Artois, erede presunto della corona di Francia, e Luisa d'Artois, instillando loro i principi dell'assolutismo e l'odio verso ogni forma di democrazia e di progresso. Si trattò del suo ultimo ruolo politico, passando il resto della sua vita in preghiere e opere di carità.

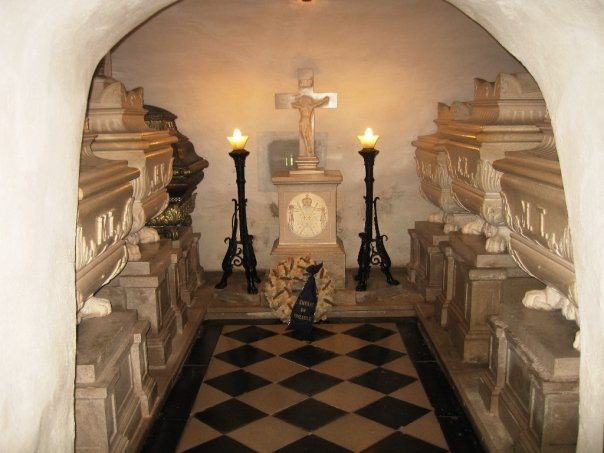
La cripta del chiostro del monastero di Castagnevizza)

Il 6 novembre 1836 - lei cinquantottenne - morì lo zio e suocero, l'ex re Carlo X. Nel 1843 il duca di Blacas acquistò, per conto della famiglia reale, il castello di Frohsdorf, nel comune di Lanzenkirchen, vicino a Vienna, ove la famiglia si trasferì. Il 3 giugno 1844 morì il marito di Maria Teresa. Suo nipote, il giovane Enrico di Borbone-Francia, conte di Chambord, venne proclamato dai legittimisti Re di Francia con il nome di Enrico V.
Nonostante il suo status di esiliata, Madame Royale riuscì a far maritare la nipote Luisa d'Artois, allora già ventiseienne, con il cugino Carlo, futuro duca di Parma.
Invano i legittimisti cercarono di convincerla a lasciare l'Austria per un altro luogo d'esilio e di far sposare il Duca di Bordeaux con una principessa russa piuttosto che con una Asburgo, per togliere il sospetto di antipatriottismo sulla famiglia reale. Maria Teresa fece sposare l'anno successivo il nipote Enrico d'Artois all'arciduchessa Maria Teresa di Modena, in quanto suo padre era stato l'unico sovrano a non aver riconosciuto la monarchia di luglio.
Maria Teresa Carlotta di Borbone morì di polmonite il 19 ottobre 1851 nel castello di Frohsdorf. La sua salma venne inumata nel monastero di Castagnevizza presso Gorizia, dove già riposavano le salme dello zio e suocero Carlo X di Francia, del marito Luigi Antonio di Borbone-Francia, duca d'Angoulême, cui si aggiungerà quella del nipote Enrico di Borbone-Francia, conte di Chambord.

## La leggenda della "Contessa delle Tenebre"
Negli ambienti legittimisti si mise in dubbio che la duchessa di Angoulême fosse la vera Maria Teresa di Francia: Madame Royale fu infatti identificata da alcuni con la misteriosa Comtesse des Ténèbres, che visse in Germania, nel ducato di Sassonia-Hildburghausen, fino alla morte avvenuta nel 1837. Nessuna prova storicamente attendibile confermò tuttavia questa voce. 
A metà del XIX secolo le teorie complottiste ipotizzavano uno scambio di persona: durante lo scambio di prigionieri che portò Maria Teresa alla corte austriaca, la ragazza avrebbe volontariamente scelto di ritirarsi a vita privata e preso il posto di tale Ernestine Lambriquet, una giovane formalmente adottata da Maria Antonietta con la quale la principessa aveva trascorso l’infanzia a corte. Secondo alcuni, la Lambriquet sarebbe stata una figlia illegittima di Luigi XVI, nata da una relazione indotta che il re avrebbe avuto a riprova della ritrovata virilità dopo un intervento chirurgico tanto segreto quanto decisivo.
Secondo altri, gli anni di prigionia della principessa al Tempio sarebbero sfociati in violenze che avrebbero avuto come esito una gravidanza che era necessario nascondere; da qui lo scambio con Ernestine con il beneplacito della famiglia del futuro marito di Teresa.
Nell'autunno del 2013 si decise comunque di chiarire il mistero con la riesumazione dei resti della contessa sepolta in Sassonia, in vista di esami approfonditi e per la comparazione del DNA. I risultati, attesi a partire dalla tarda primavera 2014, giunsero alla fine di luglio dello stesso anno. Una tv tedesca, fattasi promotrice del progetto con la realizzazione di un documentario di circa un'ora, ricostruì le vicende e il contesto storico che vide protagoniste Maria Teresa e la contessa delle Tenebre (così come rese disponibile una ricostruzione del viso sulla base delle ossa riesumate) prima di divulgare l'esito delle analisi genetiche.
Il profilo genetico della donna sepolta a Hildburghausen è stato confrontato con quello determinato nel 2000 dal cuoricino pietrificato del delfino Luigi Carlo (figlio di Maria Antonietta e fratello di Maria Teresa Carlotta) e con quello ottenuto dal principe Alessandro di Sassonia (discendente dell'imperatrice Maria Teresa), che si è prestato volentieri alla comparazione genetica. 
Il risultato è stato negativo: la donna sepolta in Germania non era la figlia di Maria Antonietta, né il suo profilo genetico risultava compatibile, anche solo vagamente, con le famiglie reali austriaca e francese.
Attualmente, quindi, la salma di colei che è ufficialmente la figlia di Luigi XVI e di Maria Antonietta riposa a fianco del marito e dello zio paterno suo suocero a Castagnevizza, a poche centinaia di metri dal confine italo-sloveno.

## Ascendenza
|                                     |                    |                                               | Genitori                                     |  |  | Nonni |  |  | Bisnonni            |  |  | Trisnonni                                    |  |
|                                     |                    |                                               |                                              |  |  |       |  |  | Luigi XV di Francia |  |  | Luigi, Delfino di Francia e Duca di Borgogna |  |
|                                     |                    |                                               |                                              |  |  |       |  |  | Luigi XV di Francia |  |  | Luigi, Delfino di Francia e Duca di Borgogna |  |
|                                     |                    | Maria Adelaide di Savoia                      |                                              |  |  |       |  |  | Luigi XV di Francia |  |  |                                              |  |
| Luigi Ferdinando di Borbone-Francia |                    |                                               |                                              |  |  |       |  |  | Luigi XV di Francia |  |  |                                              |  |
|                                     |                    | Maria Leszczyńska                             | Stanislao Leszczyński                        |  |  |       |  |  |                     |  |  |                                              |  |
|                                     |                    | Maria Leszczyńska                             | Stanislao Leszczyński                        |  |  |       |  |  |                     |  |  |                                              |  |
|                                     |                    | Maria Leszczyńska                             | Caterina Opalińska                           |  |  |       |  |  |                     |  |  |                                              |  |
| Luigi XVI di Francia                |                    | Maria Leszczyńska                             |                                              |  |  |       |  |  |                     |  |  |                                              |  |
|                                     |                    | Augusto III di Polonia                        | Augusto II di Polonia                        |  |  |       |  |  |                     |  |  |                                              |  |
|                                     |                    | Augusto III di Polonia                        | Augusto II di Polonia                        |  |  |       |  |  |                     |  |  |                                              |  |
|                                     |                    | Augusto III di Polonia                        | Cristiana Eberardina di Brandeburgo-Bayreuth |  |  |       |  |  |                     |  |  |                                              |  |
| Maria Giuseppina di Sassonia        |                    | Augusto III di Polonia                        |                                              |  |  |       |  |  |                     |  |  |                                              |  |
|                                     |                    | Maria Giuseppa d'Austria                      | Giuseppe I d'Asburgo                         |  |  |       |  |  |                     |  |  |                                              |  |
|                                     |                    | Maria Giuseppa d'Austria                      | Giuseppe I d'Asburgo                         |  |  |       |  |  |                     |  |  |                                              |  |
|                                     |                    | Maria Giuseppa d'Austria                      | Guglielmina Amalia di Brunswick-Lüneburg     |  |  |       |  |  |                     |  |  |                                              |  |
| Maria Teresa di Francia             |                    | Maria Giuseppa d'Austria                      |                                              |  |  |       |  |  |                     |  |  |                                              |  |
|                                     | Leopoldo di Lorena | Carlo V di Lorena                             |                                              |  |  |       |  |  |                     |  |  |                                              |  |
|                                     | Leopoldo di Lorena | Carlo V di Lorena                             |                                              |  |  |       |  |  |                     |  |  |                                              |  |
|                                     | Leopoldo di Lorena | Eleonora Maria Giuseppina d'Austria           |                                              |  |  |       |  |  |                     |  |  |                                              |  |
| Francesco I di Lorena               | Leopoldo di Lorena |                                               |                                              |  |  |       |  |  |                     |  |  |                                              |  |
|                                     |                    | Elisabetta Carlotta di Borbone-Orléans        | Filippo I di Borbone-Orléans                 |  |  |       |  |  |                     |  |  |                                              |  |
|                                     |                    | Elisabetta Carlotta di Borbone-Orléans        | Filippo I di Borbone-Orléans                 |  |  |       |  |  |                     |  |  |                                              |  |
|                                     |                    | Elisabetta Carlotta di Borbone-Orléans        | Elisabetta Carlotta del Palatinato           |  |  |       |  |  |                     |  |  |                                              |  |
| Maria Antonietta d'Asburgo-Lorena   |                    | Elisabetta Carlotta di Borbone-Orléans        |                                              |  |  |       |  |  |                     |  |  |                                              |  |
|                                     |                    | Carlo VI d'Asburgo                            | Leopoldo I d'Asburgo                         |  |  |       |  |  |                     |  |  |                                              |  |
|                                     |                    | Carlo VI d'Asburgo                            | Leopoldo I d'Asburgo                         |  |  |       |  |  |                     |  |  |                                              |  |
|                                     |                    | Carlo VI d'Asburgo                            | Eleonora del Palatinato-Neuburg              |  |  |       |  |  |                     |  |  |                                              |  |
| Maria Teresa d'Austria              |                    | Carlo VI d'Asburgo                            |                                              |  |  |       |  |  |                     |  |  |                                              |  |
|                                     |                    | Elisabetta Cristina di Brunswick-Wolfenbüttel | Luigi Rodolfo di Brunswick-Lüneburg          |  |  |       |  |  |                     |  |  |                                              |  |
|                                     |                    | Elisabetta Cristina di Brunswick-Wolfenbüttel | Luigi Rodolfo di Brunswick-Lüneburg          |  |  |       |  |  |                     |  |  |                                              |  |
|                                     |                    | Elisabetta Cristina di Brunswick-Wolfenbüttel | Cristina Luisa di Oettingen-Oettingen        |  |  |       |  |  |                     |  |  |                                              |  |
|                                     |                    | Elisabetta Cristina di Brunswick-Wolfenbüttel |                                              |  |  |       |  |  |                     |  |  |                                              |  |